# Vandgravere
Vandgravere (Noteridae) er en familie af biller. De er nært beslægtede med vandkalvene og blev tidligere klassificeret i samme familie som dem. Familien består af omkring 230 arter i 12-13 slægter. Vandgravere er udbredt globalt, men er mere hyppige i troperne.
Vandgravere er relativt små med en længde på 1-5 mm. Kroppen er oval og varierer i farven fra lyst brun til mørkere rødlig brun. Både larverne og de voksne vandgravere lever i vand.

## Arter i Danmark
- Noterus clavicornis
- Noterus crassicornis

## Klassifikation
Familie: Noteridae
- Slægt: Noterus
  - Noterus clavicornis
  - Noterus crassicornis
  - Noterus laevis